# 老柏生
老柏生（葡萄牙語：Lou Pak Sang），前澳門政府官員，教育工作者。曾擔任澳門特別行政區政府教育及青年發展局局長、澳門特別行政區政府教育暨青年局局長及副局長、社會文化司司長辦公室顧問。

## 簡歷
老柏生擁有台灣師範大學文學院學士，及澳門大學教育碩士（教育心理學）學歷；1987年至1997年任教育暨青年司中葡中學教師；1997年至2000年任教育暨青年司學校督導員；2000年至2009年教育暨青年局學校督導協調員；2009年至2011年擔任社會文化司司長辦公室顧問；2011年至2018年擔任教育暨青年局副局長；2018年至2021年擔任教育暨青年局局長，隨着教育暨青年局與高等教育局合併為教育及青年發展局，老柏生再度獲委任為教育及青年發展局局長至2022年1月31日。